# Hero (bài hát của Mariah Carey)
"Hero" là một bài hát của ca sĩ người Mỹ Mariah Carey, phát hành vào ngày 19 tháng 10 năm 1993 bởi Columbia Records như là đĩa đơn thứ hai trích từ album phòng thu thứ ba của Carey, Music Box (1993). Ban đầu dự định sẽ giao cho Gloria Estefan thể hiện, bài hát được sáng tác và sản xuất bởi Carey và Walter Afanasieff. Trong khi viết nó, Carey không thể tìm ra phong cách lẫn giai điệu thích hợp cho "Hero", do đó bài hát không thể xuất hiện trong nhạc của bộ phim cùng tên. Tuy nhiên, sau một thời gian thuyết phục để giữ lại nó, cô đã suy nghĩ và biến nó thành một bản nhạc với giai điệu pop và R&B, cũng như thay đổi một chút lời bài hát cho phù hợp với cá tính bản thâm. Đây được xem là một trong những bản ballad cảm hứng nhất và cá nhân nhất, với lời bài hát kể về một nhân vật tuyên bố rằng dù chúng ta có thể cảm thấy chán nản hoặc vấp ngã nhiều lần, nhưng thực tế mỗi chúng ta là những "anh hùng" nếu chúng ta nhìn vào bản thân và cảm thấy sức mạnh nội tâm của chúng ta; trong một khoảng thời gian, nó sẽ giúp chúng ta "tìm thấy con đường" đúng đắn. "Hero" là trung tâm của hai vụ kiện đạo lời, vào năm 1993 và 1996, nhưng đều kết thúc với phản quyết thắng lợi cho Carey và đội ngũ của cô.
Bài hát nhận được những phản ứng trái chiều bởi các nhà phê bình âm nhạc, nhưng họ đánh giá cao giọng hát của Carey. Về mặt thương mại, "Hero" đạt được nhiều thành công mạnh mẽ trên thị trường quốc tế, và trở thành đĩa đơn quán quân thứ 8 của Carey trên bảng xếp hạng Billboard Hot 100. Ngoài ra, nó được xếp thứ 53 trên bảng xếp hạng Hot 100 của thập kỷ. Bên ngoài nước Mỹ, "Hero" cũng đạt được nhiều hiệu ứng tốt, lọt vào top 5 ở Canada, Pháp, Ireland, New Zealand và Na Uy và top 10 tại Úc và Vương quốc Anh. Do sự phổ biến rộng lớn của nó, "Hero" đã được hát lại bởi các thí sinh lọt vào chung kết X Factor Anh năm 2008 và phát hành như là một đĩa đơn, sau đó đứng đầu các bảng xếp hạng ở Ireland và Vương quốc Anh, trở thành một trong những bài hát bán chạy nhất lịch sử âm nhạc nước Anh.
Do yêu cầu của người hâm mộ qua nhiều thế hệ, bài hát vẫn là một trong những bài hát được Carey biểu diễn nhiều nhất. Được xem là một trong những bài hát thương hiệu của nữ ca sĩ, "Hero" được hát trên nhiều chương trình The Arsenio Hall Show, The Tonight Show with Jay Leno, và Hey Hey It's Saturday để quảng bá bài hát. Ngoài ra, Carey cũng thể hiện nó trong một số chương trình quyên góp đặc biệt và kỷ niệm, như Pavarotti & Friends và Michael Jackson & Friends năm 1999, America: A Tribute to Heroes năm 2001, Live 8 năm 2005, và lễ nhậm chức của tổng thống Barack Obama năm 2009. Thêm vào, nó cũng xuất hiện trong tất cả các chuyến lưu diễn của Carey, thường được diễn như là bài hát kết chương trình, kể từ Music Box Tour. Bài hát đã được vào một số album tổng hợp của Carey, như: # 1's (1998), Greatest Hits (2001), The Ballads (2008) và #1 to Infinity (2015).
Trong suốt sự nghiệp của mình, Carey đã thu âm lại bài hát hai lần, và quay nhiều video ca nhạc khác bên cạnh bản gốc. Video đầu tiên của bài hát được quay bởi Larry Jordan trong tháng 7 năm 1993 trong một buổi hòa nhạc bí mật tại Nhà hát Proctor, sau đó phát hành trên album video Here Is Mariah Carey. Trong năm 2001, sau vụ tấn công ngày 11 tháng 9, Carey thu âm lại ca khúc như là một bản mash-up mang tên Never Too Far/Hero Medley, với đĩa đơn mới của cô vào thời điểm đó, Never Too Far. Ngoài ra, trước khi phát hành album The Ballads, Carey thu âm lại "Hero" và quay một video mới với những cảnh quay hậu trường trong phòng thu. "Hero" nhận một đề cử giải Grammy cho Trình diễn giọng pop nữ xuất sắc nhất, và được hát lại nhiều lần như trên các cuộc thi ca hát trên toàn cầu.

## Danh sách bài hát
| - Đĩa CD tại châu Âu 1. "Hero" (bản LP) – 4:18 2. "Hero" (trực tiếp từ Here Is Mariah Carey) – 4:16 - Đĩa CD maxi tại châu Âu 1. "Hero" (bản LP) – 4:19 2. "Dreamlover" (Def Club Mix Edit) – 4:02 3. "Dreamlover" (Theo's Club Joint) – 4:32 4. "Dreamlover" (Def Tribal Mix) – 6:40 | - Đĩa CD tại Nhật 1. "Hero" – 4:18 2. "Everything Fades Away" – 5:25 - Đĩa CD Maxi tại Mỹ 1. "Hero" (bản LP) – 4:18 2. "Hero" (trực tiếp từ Here Is Mariah Carey) – 4:16 3. "Everything Fades Away" – 5:25 4. "Dreamlover" (Club Joint Mix) – 4:33 |

## Xếp hạng
| Bảng xếp hạng (1993–94)                                                 | Vị trí cao nhất |
| ----------------------------------------------------------------------- | --------------- |
| Úc (ARIA)                                                               | 7               |
| Bỉ (Ultratop 50 Flanders)                                               | 45              |
| Canada (The Record)                                                     | 10              |
| Canada Top Singles (RPM)                                                | 3               |
| Canada Adult Contemporary (RPM)                                         | 1               |
| Europe (European Hot 100 Singles)                                       | 19              |
| Pháp (SNEP)                                                             | 5               |
| Germany (Official German Charts)                                        | 41              |
| Ireland (IRMA)                                                          | 5               |
| Japan (Oricon Albums Chart)                                             | 42              |
| Hà Lan (Dutch Top 40)                                                   | 10              |
| Hà Lan (Single Top 100)                                                 | 13              |
| New Zealand (Recorded Music NZ)                                         | 2               |
| Na Uy (VG-lista)                                                        | 2               |
| Thụy Điển (Sverigetopplistan)                                           | 27              |
| Anh Quốc (OCC)                                                          | 7               |
| Hoa Kỳ Billboard Hot 100                                                | 1               |
| Hoa Kỳ Adult Contemporary (Billboard)                                   | 2               |
| Hoa Kỳ Hot Latin Songs (Billboard) Phiên bản tiếng Tây Ban Nha: "Héroe" | 40              |
| Hoa Kỳ Hot R&B/Hip-Hop Songs (Billboard)                                | 5               |
| Hoa Kỳ Pop Airplay (Billboard)                                          | 1               |
| Hoa Kỳ Rhythmic (Billboard)                                             | 2               |

| Bảng xếp hạng (1990–99) | Vị trí |
| ----------------------- | ------ |
| US Billboard Hot 100    | 53     |

| Bảng xếp hạng (1993)                 | Vị trí |
| ------------------------------------ | ------ |
| Canada Top Singles (RPM)             | 48     |
| Canada Adult Contemporary (RPM)      | 97     |
| Netherlands (Dutch Top 40)           | 118    |
| Bảng xếp hạng (1994)                 | Vị trí |
| Canada Top Singles (RPM)             | 22     |
| Canada Adult Contemporary (RPM)      | 17     |
| France (SNEP)                        | 19     |
| Germany (Official German Charts)     | 91     |
| Netherlands (Dutch Top 40)           | 223    |
| New Zealand (Recorded Music NZ)      | 41     |
| US Billboard Hot 100                 | 5      |
| US Adult Contemporary (Billboard)    | 7      |
| US Hot R&B/Hip-Hop Songs (Billboard) | 44     |

## Chứng nhận
| Quốc gia                                                                           | Chứng nhận | Số đơn vị/doanh số chứng nhận         |
| ---------------------------------------------------------------------------------- | ---------- | ------------------------------------- |
| Úc (ARIA)                                                                          | Bạch kim   | 70.000^                               |
| Pháp (SNEP)                                                                        | Silver     | 125.000*                              |
| New Zealand (RMNZ)                                                                 | Bạch kim   | 10.000*                               |
| Na Uy (IFPI)                                                                       | Vàng       | 0*                                    |
| Anh Quốc (BPI)                                                                     |            | 270,000                               |
| Hoa Kỳ (RIAA)                                                                      | Bạch kim   | 1,145,000 (đĩa cứng)668,000 (nhạc số) |
| * Chứng nhận dựa theo doanh số tiêu thụ. ^ Chứng nhận dựa theo doanh số nhập hàng. |            |                                       |

## Phiên bản của thí sinh chung kếtThe X Factor UK2008

### Xếp hạng
| Bảng xếp hạng (2008) | Vị trí cao nhất |
| -------------------- | --------------- |
| UK Singles Chart     | 1               |
| Irish Singles Chart  | 1               |

| Bảng xếp hạng (2000–2009)      | Vị trí cao nhất |
| ------------------------------ | --------------- |
| UK Top 100 Songs of the Decade | 19              |

### Chứng nhận
| Quốc gia | Chứng nhận  | Số đơn vị/doanh số chứng nhận |
| --- | ----------- | ----------------------------- |
| Anh Quốc (BPI) | 2× Bạch kim | 1,200,000                     |
| * Chứng nhận dựa theo doanh số tiêu thụ. ^ Chứng nhận dựa theo doanh số nhập hàng. ‡ Chứng nhận dựa theo doanh số tiêu thụ và phát trực tuyến. |             |                               |